# Kaspar Flach
Kaspar Flach (* 1772 in Himmelstadt; † 4. März 1868 in Penzing) war ein deutscher Geschäftsmann und von 1848 bis 1850 der letzte Ortsrichter der Gemeinde Penzing, deren Gebiet heute Teil des gleichnamigen 14. Gemeindebezirks Penzing der Stadt Wien ist.

## Leben

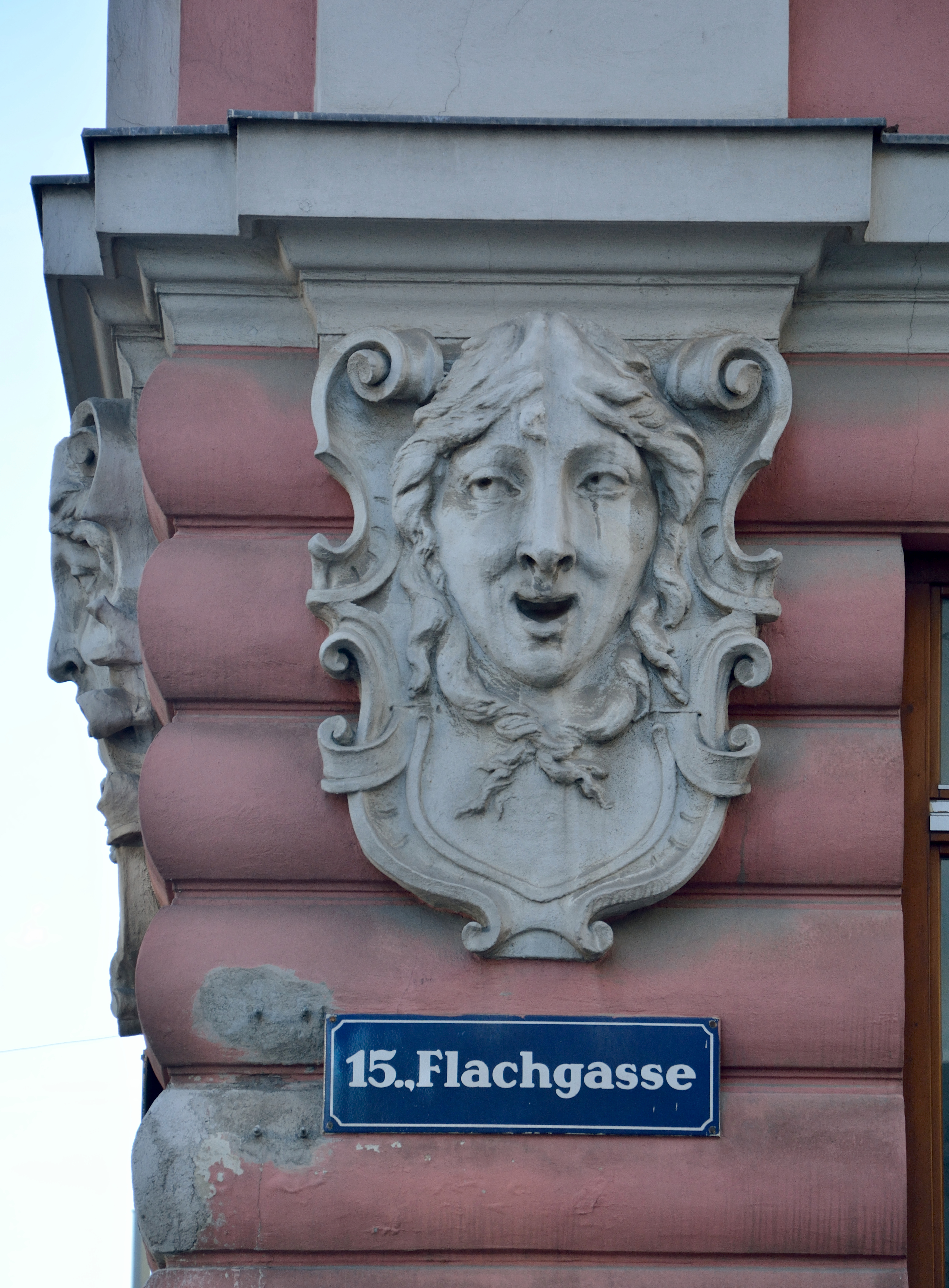
Straßenschild der nach Kaspar Flach benannten Flachgasse

Kaspar Flach wurde 1772 in der unterfränkischen Gemeinde Himmelstadt geboren. Im Jahr 1806 wurde er zum Militärdienst für das Großherzogtum Würzburg rekrutiert. Später zog er nach Penzing, einem Vorort von Wien, wo er im Jahr 1848 zum Ortsrichter ernannt wurde. Diese Position hielt er als letzter Amtsinhaber bis 1850 inne. Flach besaß ein Gebäude an der damaligen Adresse Windmühle 191 in Penzing, heute Ecke Hütteldorfer Straße und Flachgasse. Hier betrieb er eine Gemischtwarenhandlung, die für das Jahr 1857 belegt ist. Im Jahr 1853 (möglicherweise auch 1827) wurde unter der Leitung von Flach der Leichen- und Witwenunterstützungsverein in Penzing gegründet.
Die heutige Flachgasse, an der sich sein Haus befand, wurde nach ihm benannt und zeugt von der Anerkennung seiner Verdienste und seines Engagements für die Gemeinde.